# تاس‌ماهی بینی کوتاه
تاس‌ماهی بینی کوتاه (نام علمی: Acipenser brevirostrum) نام یک گونه از سرده تاس‌ماهی‌های اصلی است. این ماهی در ۱۶تا۱۹ رودخانه در جهان در آمریکای شمالی دیده می‌شود. این گونه از گونه‌های آب شیرین است که دمای محل زندگی آن باید ۹–۱۲ درجه سانتی‌گراد می‌باشد.